# Кларк (окръг, Вашингтон)
Вижте пояснителната страница за други населени места с името Кларк.
Окръг Кларк (на английски: Clark County) е окръг в щата Вашингтон, Съединени американски щати. Площта му е 1699 km², а населението – 474 643 души (2017). Административен център е град Ванкувър.

## Градове
- Батъл Граунд
- Ла Сентър
- Якоулт